# Lucas Stassin
Lucas Stassin, né le 29 novembre 2004 à Braine-le-Comte en Belgique, est un footballeur belge qui joue au poste d'attaquant à l'AS Saint-Étienne.

## Biographie

### En club

#### Jeunesse et formation
Né à Braine-le-Comte, en Belgique, Lucas Stassin commence à jouer au football au Stade brainois, tout comme Eden et Thorgan Hazard. En juillet 2014, à l'âge de neuf ans, il troque le centre de formation de Braine pour celui du RSC Anderlecht. Il ne tarde pas à s'y faire remarquer et commence à s'entraîner avec le noyau A à la fin de la saison 2020-2021. À Neerpede, le centre de formation des Mauves, il circule que l'on n'a plus vu quelqu'un de cet âge marquer aussi facilement depuis Romelu Lukaku en 2009. Stassin signe son premier contrat professionnel peu de temps après, en juin 2021.

#### RSC Anderlecht (2021-2023)
Malgré les éloges dont il fait l'objet et la signature précoce de son contrat, Stassin doit patienter jusqu'à la saison 2022-2023 avant d'effectuer ses débuts professionnels. Il débute toutefois la saison comme titulaire et dispute sa première rencontre avec les RSCA Futures, le 14 août 2022, face au KMSK Deinze. Il inscrit son premier but dès le match suivant face au Lommel SK, en ouvrant la marque à la 57e minute sur une passe décisive de Mohamed Bouchouari. Stassin joue au total 29 matchs et inscrits 15 buts avec les moins de 23 ans en Challenger Pro League.
Felice Mazzù convoque Stassin en équipe première pour trois rencontres consécutives en octobre 2022, ce qui lui permet de jouer ses première minutes en coupe d'Europe lorsqu'il monte au jeu pour Fábio Silva en Ligue Europa Conférence face à West Ham. Il est ensuite titulaire face au Club Bruges KV (défaite, 0-1) et ses débuts dans le onze de base sont presque couronnés par un but, mais il heurte le poteau. Il disparaît ensuite de l'équipe première et n'est plus appelé qu'à deux reprises par Brian Riemer : en février 2023, il monte au jeu en fin de rencontre, lors des prolongations, face à Ludogorets en Ligue Europa Conférence et, en avril 2023, il remplace Killian Sardella à cinq minutes du terme, lors de l'ultime match de la phase classique face au KV Malines. Visiblement pas dans les plans de l'entraîneur danois, son contrat qui arrive à échéance en 2024 ne devrait pas être renouvelé.

#### KVC Westerlo (2023-2024)
Déçu de ne pas recevoir sa chance en équipe première, en juillet 2023, Lucas Stassin signe un contrat de quatre ans avec le KVC Westerlo, où il retrouve son entraîneur chez les jeunes d'Anderlecht, Jonas De Roeck. Après Anouar Ait El Hadj au KRC Genk et Noah Sadiki à l'Union Saint-Gilloise, c'est ainsi le troisième jeune du cru à quitter le Sporting.
Régulièrement aligné, il compte 18 apparitions pour 6 buts lorqu'en janvier 2024, lors d'une rencontre amicale disputée lors d'un stage hivernal en Turquie, il est victime d'une fracture du péroné qui l'éloigne plusieurs semaines des terrains. Il est cependant rétabli juste à temps pour disputer les play-offs où il se montre à nouveau décisif, inscrivant trois buts et délivrant deux passes décisives en huit rencontres.
Il commence la saison 2024-2025 en trombe en inscrivant deux buts et délivrant une passe décisive face au Cercle Bruges KSV, la révélation de la saison précédente, lors de la première journée de championnat, ce qui lui vaut le titre d'homme du match. Ceci ne l'empêche toutefois pas de quitter le club anversois avant la fin du mercato estival et de rejoindre l'AS Saint-Étienne, qui vient de signer son retour en Ligue 1, et où il signe un contrat portant sur cinq ans.

#### AS Saint-Étienne (depuis 2024)
Le 30 août 2024, lors du dernier jour du mercato estival, Lucas Stassin quitte la Belgique et rejoint l'AS Saint-Étienne en paraphant un contrat de quatre ans avec une option d'une saison supplémentaire,.
Le 13 septembre 2024, dans une équipe en difficulté lors du début de la saison 2024-2025 (trois défaites en trois matchs), il dispute son premier match au stade Geoffroy-Guichard en étant titulaire lors d'une victoire contre le LOSC Lille (1-0). Le 20 avril 2025, il s'illustre lors du derby contre l'Olympique lyonnais à domicile, en inscrivant un doublé et en échappant également entre temps à un carton rouge après un tacle non maîtrisé sur Corentin Tolisso (annulé par la VAR) ; les Verts remportent alors leur première confrontation contre le rival voisin depuis six ans (2-1),.

### En sélections nationales
Lucas Stassin est appelé de manière sporadique des moins de 15 ans au moins de 19 ans, totalisant neuf sélections chez les jeunes. Il fait toutefois partie des 23 appelés par Gill Swerts pour la première sélection de celui-ci chez les espoirs et ne quitte plus le groupe ensuite pendant les qualifications pour l'Euro espoirs 2025, alors qu'il est attendu comme l'un des grands espoirs de l'avenir du football belge.
Il inscrit ses premiers buts, un doublé, pour les Diablotins lors de la rencontre éliminatoire de l'Euro espoirs 2025 face à l'Écosse, le 11 octobre 2024, dont le premier une minute seulement après être entré en jeu pour Samuel Mbangula,.

## Statistiques

### En club
| Saison                | Club                  | Championnat           | Championnat | Championnat | Championnat | Coupe(s) nationale(s) | Coupe(s) nationale(s) | Coupe(s) nationale(s) | Compétition(s) continentale(s) | Compétition(s) continentale(s) | Compétition(s) continentale(s) | Compétition(s) continentale(s) | Autres compétitions | Autres compétitions | Autres compétitions | Autres compétitions | Total | Total | Total |
| Saison                | Club                  | Division              | M.          | B.          | P.d.        | M.                    | B.                    | P.d.                  | Comp.                          | M.                             | B.                             | P.d.                           | Comp.               | M.                  | B.                  | P.d.                | M.    | B.    | P.d.  |
| 2022-2023             | RSCA Futures          | Division 1B           | 20          | 14          | 3           | -                     | -                     | -                     | -                              | -                              | -                              | -                              | PO                  | 9                   | 1                   | 0                   | 29    | 15    | 3     |
| 2022-2023             | RSC Anderlecht        | Division 1A           | 3           | 0           | 0           | -                     | -                     | -                     | C4                             | 2                              | 0                              | 0                              | -                   | -                   | -                   | -                   | 5     | 0     | 0     |
| Sous-total            | Sous-total            | Sous-total            | 23          | 14          | 3           | -                     | -                     | -                     | -                              | 2                              | 0                              | 0                              | -                   | 9                   | 1                   | 0                   | 34    | 15    | 3     |
| 2023-2024             | KVC Westerlo          | Division 1A           | 18          | 6           | 1           | 1                     | 0                     | 0                     | -                              | -                              | -                              | -                              | PO2                 | 8                   | 3                   | 2                   | 27    | 9     | 3     |
| 2024-2025             | KVC Westerlo          | Division 1A           | 5           | 2           | 3           | -                     | -                     | -                     | -                              | -                              | -                              | -                              | -                   | -                   | -                   | -                   | 5     | 2     | 3     |
| Sous-total            | Sous-total            | Sous-total            | 23          | 8           | 4           | 1                     | 0                     | 0                     | -                              | -                              | -                              | -                              | -                   | 8                   | 3                   | 2                   | 32    | 11    | 6     |
| 2024-2025             | AS Saint-Étienne      | Ligue 1               | 28          | 12          | 4           | 1                     | 0                     | 0                     | -                              | -                              | -                              | -                              | -                   | -                   | -                   | -                   | 29    | 12    | 4     |
| 2025-2026             | AS Saint-Étienne      | Ligue 2               | 1           | 0           | 0           | -                     | -                     | -                     | -                              | -                              | -                              | -                              | -                   | -                   | -                   | -                   | 1     | 0     | 0     |
| Sous-total            | Sous-total            | Sous-total            | 29          | 12          | 4           | 1                     | 0                     | 0                     | -                              | -                              | -                              | -                              | -                   | -                   | -                   | -                   | 30    | 12    | 4     |
| Total sur la carrière | Total sur la carrière | Total sur la carrière | 75          | 34          | 11          | 2                     | 0                     | 0                     | -                              | 2                              | 0                              | 0                              | -                   | 17                  | 4                   | 2                   | 96    | 38    | 13    |

## Vie privée
Lucas Stassin est le fils de Stéphane Stassin, ancien défenseur du RSC Anderlecht, qui a lui-même joui de sa formation ches les Mauves avant d'accéder à l'équipe première et est devenu entraîneur des jeunes  d'Anderlecht après sa carrière de joueur.